# Epigomphus maya
Epigomphus maya är en trollsländeart som beskrevs av Donnelly 1989. Epigomphus maya ingår i släktet Epigomphus och familjen flodtrollsländor. IUCN kategoriserar arten globalt som starkt hotad. Inga underarter finns listade i Catalogue of Life.